# Carl Lovsted
Carl Lovsted, né le 4 avril 1930 à Manille et mort le 8 novembre 2013 à Bellevue (Washington), est un rameur américain.

## Biographie

### Palmarès

#### Aviron aux Jeux olympiques
- 1952 à Helsinki,  Finlande
  -  Médaille de bronze en quatre barré[1]